# I-SPORTS Heart-Beat Weekend
i-SPORTS Heart-Beat Weekend（アイ・スポーツ・ハート・ビート・ウィークエンド）はTBS系のBSデジタル放送局、BS-i（現BS-TBS）で2000年12月9日のBSデジタル放送開始から2003年9月28日にかけて放送された三菱自動車工業単独提供の週末スポーツニュースバラエティ番組である（平日は三菱自動車以外のスポンサー提供による「i-SPORTS」を放送）。番組のテーマは「スポーツとミュージックのエンターテインメント・プログラム」。土曜日のキーワードは「I LOVE SPORTS」、日曜日は「SPORTS & MUSIC」。当時の放映時間は22:00～23:00。平日版と同じく、この番組も連動データ放送対応の番組であった。

## 司会
- 佐野文俊（メイン司会）
- 菅沢佳子（サブ司会、～2003年3月）
- 籐子（2003年4月～・日曜のみサブ司会の"サンデーパートナー"）

※同じく2003年4月からの土曜日のサブ司会は、女性アスリート選手らが交代で担当していた。

## レギュラー出演者
- 中西哲生
- 三瓶
- 松本ともこ
- 槙原寛己
- 渡辺由紀

### マスコット・ハービーの声
- Tachi山田(山田太一)

## 主な企画

### TETSU中西のパーフェクトtoto予想
このコーナーは、中西が日曜日及び翌週土曜日のtotoの結果を予想・予測、視聴者にお薦めの買い方を紹介していく。

### THIS WEEK LEADING HIT CHART
毎週日曜日に紹介のこのコーナーでは、最新オリコンヒットチャートとプロ野球選手のリーディング・チャートを交互に紹介。規定打席が試合数×3.1に対し、番組独自規定打席×1.55で計算し、番組からリーディング・ヒッターを決定する。

### マッピーのマンスリーG・G
毎月最終土曜日（番組末期は日曜日も）、松本が読売ジャイアンツと松井秀喜選手（現ニューヨーク・ヤンキース）を取材し、独断で応援する（?）コーナー。ちなみにG・Gとは、GIANTSとGODZILLAの略である。

### Start Your Passhon
三菱自動車単独提供、ということで三菱が参戦しているモータースポーツ・WRCと、パリダカの様子などを、渡辺由紀とナビゲートしていく。

### HBWE歌姫オーディション・CD発売プロジェクト
番組から誕生した歌姫・田村優。彼女が歌う番組エンディング・テーマ「終わりなきアスリートたち」（音楽プロデューサー:岡田美音）のCD、インターネット等の先行予約2500枚以上達しないとCDデビュー出来ない、という厳しい条件が下されたが、2002年9月1日の番組内で、先行予約票数2585枚に達したと発表になり、（インディーズでの）CDデビューが決まり、番組ホームページ（現在は閉鎖）ならびにメールで購入できるようになった（先行予約者には宅配便で送付された）。

## オープニング・テーマ
「Right Now」（SR-71、アルバム「now you see inside」に収録。BMGファンハウスからのリリース）